# Феліцянув (Лодзький-Східний повіт)
Феліцянув (пол. Felicjanów) — село в Польщі, у гміні Колюшки Лодзький-Східного повіту Лодзинського воєводства.
Населення — 299 осіб (2011).
У 1975-1998 роках село належало до Пйотрковського воєводства.

## Демографія
Демографічна структура станом на 31 березня 2011 року:
|          | Загалом | Допрацездатний вік | Працездатний вік | Постпрацездатний вік |
| -------- | ------- | ------------------ | ---------------- | -------------------- |
| Чоловіки | 155     | 32                 | 107              | 16                   |
| Жінки    | 144     | 26                 | 80               | 38                   |
| Разом    | 299     | 58                 | 187              | 54                   |